# Argyria insons
Argyria insons là một loài bướm đêm trong họ Crambidae.